# ローブナー賞
ローブナー賞（英: Loebner prize）は、人工知能として最も人間に近いと判定された会話ボットに対して毎年授与される賞である。競技の形式は標準的なチューリングテストである。ローブナー賞では、人間の審判員が2つのコンピュータ画面の前に座る。一方の画面はコンピュータが表示を行い、もう一方は人間が表示を行う。審判員は両方の画面に対して質問を入力し、応答を得る。応答に基づき、審判員はどちらが人間でどちらがコンピュータかを判定する。
この大会はヒュー・ローブナーがマサチューセッツ州にある Cambridge Center for Behavioral Studies と共同で 1990年に開催したのが最初である。その後、フリンダース大学、ダートマス大学、イギリスのロンドンにあるサイエンス・ミュージアムなどが共催している。
人工知能の分野では、ローブナー賞は物議を醸している。批判の急先鋒であるマービン・ミンスキーは、ローブナー賞が単なる売名行為であって研究には何の寄与もしていないとした。

## 各賞
- 毎年、最も人間に近いと判定された会話ボットに 2000ドルが授与される。2005年には 3000 ドルとなったが、2006年には2250ドルだった。
- テキストによるチューリングテストで人間と区別が付かないと判定された最初の会話ボットに 25,000ドルが授与される予定。
- 音声によるチューリングテストで人間と区別が付かないと判定された最初の会話ボットに 100,000ドルが授与される予定。

100,000ドルの賞が授与された時点で、ローブナー賞は役目を終える予定である。

## 2008年の予定
2008年の競技会は2008年10月12日、イギリスのレディング大学で開催される予定。共催者の一人にケビン・ワーウィックが名を連ねており、アラン・チューリングが提案したオリジナルの形式のチューリングテストへの挑戦も行われる。優勝者には3000ドルと銅メダルが授与される。

## 2010年の予定
2009年9月6日にイギリスのブライトンでInterSpeech 2009と共に開催された、

2010年10月23日にアメリカのカリフォルニア州ロサンゼルスで開催予定。

## 歴代受賞者
| 年   | 優勝者                                | プログラム                                                  |
| ---- | ------------------------------------- | ----------------------------------------------------------- |
| 1991 | Joseph Weintraub                      | PC Therapist                                                |
| 1992 | Joseph Weintraub                      | PC Therapist                                                |
| 1993 | Joseph Weintraub                      | PC Therapist                                                |
| 1994 | Thomas Whalen                         | TIPS                                                        |
| 1995 | Joseph Weintraub                      | PC Therapist                                                |
| 1996 | Jason Hutchens                        | HeX                                                         |
| 1997 | David Levy                            | Converse                                                    |
| 1998 | Robby Garner                          | Albert One                                                  |
| 1999 | Robby Garner                          | Albert One                                                  |
| 2000 | Richard Wallace                       | Artificial Linguistic Internet Computer Entity (A.L.I.C.E.) |
| 2001 | Richard Wallace                       | A.L.I.C.E.                                                  |
| 2002 | Kevin Copple                          | Ella                                                        |
| 2003 | Juergen Pirner                        | Jabberwock                                                  |
| 2004 | Richard Wallace                       | A.L.I.C.E.                                                  |
| 2005 | ロロ・カーペンター                    | George (Jabberwacky)                                        |
| 2006 | ロロ・カーペンター                    | Joan (Jabberwacky)                                          |
| 2007 | Robert Medeksza                       | Ultra Hal                                                   |
| 2008 | Fred Roberts and Artificial Solutions | Elbot                                                       |
| 2009 | David Levy                            | Do-Much More                                                |
| 2010 | Bruce Wilcox                          | Suzette                                                     |
| 2011 | Bruce Wilcox                          | Rosette                                                     |
| 2012 | Mohan Embar                           | Chip Vivant                                                 |
| 2013 | Steve Worswick                        | Mitsuku                                                     |
| 2014 | Bruce Wilcox                          | Rose                                                        |
| 2015 | Bruce Wilcox                          | Rose                                                        |
| 2016 | Steve Worswick                        | Mitsuku                                                     |
| 2017 | Steve Worswick                        | Mitsuku                                                     |
| 2018 | Steve Worswick                        | Mitsuku                                                     |
| 2019 | Steve Worswick                        | Mitsuku                                                     |